# 水产路站
水产路站位于中华人民共和国上海市寶山区吴淞街道同濟路与水产路交叉口，是上海地铁3号线的地铁车站。

## 车站結構

### 车站楼层
| 地上三层 | 侧式站台，右侧开门 | 侧式站台，右侧开门                        | 侧式站台，右侧开门 | 侧式站台，右侧开门 |
|          |                    | █ 3号线 往上海南站（淞滨路）              |                    |                    |
|          |                    | █ 3号线 往江杨北路（宝杨路）              |                    |                    |
|          | 侧式站台，右侧开门 |                                           |                    |                    |
| 地上二层 | 站厅及出入口       | 3出入口、票务服务、自动售票机、人工服务台 |                    |                    |
| 地面层   | 出入口             | 1-2出入口                                 |                    |                    |

## 车站出口
水产路站共有3个出入口，其中3号口直接连通水产路同济路人行天桥，各出入口如下所示：
| 出口编号            | 出口指示       | 照片 |
| ------------------- | -------------- | ---- |
| 1 · 出口 · （设有） | 同济路，水产路 |      |
| 2 · 出口            | 同济路，水产路 |      |
| 3 · 出口            | 同济路，水产路 |      |
| 图例： 设有         |                |      |

## 公交换乘
90、51区间、159、160、302、322、711、813、952B、宝山1路、宝山5路、宝山11路、淞安专线、淞罗专线、淞嘉线、淞嘉专线